# Захарово (Рубцовский район)
Захарово — село в Рубцовском районе Алтайского края. Входит в состав Безрукавского сельсовета.

## История
Основано в 1825 г. В 1928 г. село Захаровское состояло из 318 хозяйств, основное население — русские. Центр Захаровского сельсовета Рубцовского района Рубцовского округа Сибирского края.

## Население
| 1926 | 1931  | 1997 | 1998 | 1999 | 2000 |
| ---- | ----- | ---- | ---- | ---- | ---- |
| 1861 | ↘1623 | ↘279 | ↘267 | ↘260 | ↗261 |
| 2001 | 2002  | 2003 | 2004 | 2005 | 2006 |
| ↗266 | ↘261  | ↗265 | →265 | ↗277 | ↘258 |
| 2007 | 2008  | 2009 | 2010 | 2011 | 2012 |
| ↗267 | ↘257  | ↗269 | ↘229 | ↘228 | ↗232 |
| 2013 |       |      |      |      |      |
| ↘230 |       |      |      |      |      |